# 데와 시게토
데와 시게토(일본어: 出羽重遠, 1856년 1월 17일(안세이 2년 12월 10일) ~ 1930년(쇼와 5년) 1월 27일)는 일본 제국의 군인이다. 최종 계급은 해군 대장이고, 작위는 남작이다.

## 생애
무쓰국 와카마쓰성에서 아이즈번의 번사 데와 사타로(出羽佐太郎)의 아들로 태어났으며 어릴 적 이름은 후사키치(房吉)이다. 보신 전쟁 때에 백호대(白虎隊)에 소속되어 참전하였다. 전쟁 후에 아버지가 아이즈 마쓰다이라 가문(会津松平家)의 어용괘(御用掛)가 되어 상경할 때에 동반하였고, 아이즈 번의 번사 아키즈키 데이지로(秋月悌次郎)에게서 교육을 받았다.
1878년(메이지 11년) 8월 16일에 해군병학료를 졸업(5기)하였고, 동기로는 해군 대장 미스 소타로(三須宗太郎)가 있다. 방호순양함 나니와 회항위원으로 영국 출장을 명령받고 항해장으로 귀국하였다. 순양함 다카치호(高千穂) 분대장, 순양함 다카오(高雄) 부장, 포함 아카기(赤城) 함장 등으로 근무하였고, 해군성 제일국 제일과장(이후 군무국 제일과장), 대신관방 인사과장을 역임하였다.
서해함대 참모장 재직 시에 청일 전쟁에 참전하게 되었고, 1894년(메이지 27년) 12월 27일에 대좌로 진급하면서 연합함대 참모장으로 이동하여 연합함대 사령관장 이토 스케유키(伊東祐亨)를 보좌하였다. 청일 전쟁 이후에 다시 군무국 제일과장, 군무국 군사과장으로 근무하였고, 순양함 도키와(常磐)의 회항위원장이 되어 영국으로 출장을 다녀왔다. 1900년(메이지 33년) 5월 20일에 소장으로 진급하면서 상비함대 사령관으로 임명되었지만 계속해서 군무국장 겸 군령부 차장이라는 요직을 겸임하였다.
러일 전쟁 때에는 제3전대 사령관으로 참전하였다. 순양함 4척, 구축대, 수뢰정대를 인솔하여 쓰시마 해전까지 제1전대와 함께 제1함대에 소속되어 싸웠으며, 러일 전쟁에서 최후의 전투인 가라후토 작전(樺太作戦)을 위해 편성된 제4함대 사령장관을 맡았다. 러일 전쟁 이후에 제2함대 사령장관, 사세보진수부(佐世保鎮守府) 사령장관, 교육본부장으로 근무하였고, 제1함대 사령장관으로 재임 중이던 1912년(메이지 45년) 7월 9일에 대장으로 진급하였다. 아리스가와노미야 다케히토 친왕(有栖川宮威仁親王) 이외에 13명의 해군 대장은 전부 옛 사쓰마번 출신이었지만 그가 해군 대장이 되면서 출신이 적군이었던 옛 아이즈 번이라는 것이 신문 보도로 화제가 되었다. 그 후에 군사참의관 재임 중에 지멘스 사건(Siemens scandal)의 사문위원장(査問委員長)을 맡았다.